# Justin's Johnson
Justin's Johnson, hrvatski swing-ska-punk-skabilly sastav iz Splita.

## Povijest
Justin’s Johnson je sastav limene glazbe iz Splita.
2000. godine Miro i Gogo  (bivši bubnjar benda) su počeli okupljati članove. Do zamisli su došli shvativši da su istih glazbenih afiniteta. Prvi je nastup sastav imao u Domu mladih. Ime su smislili iz jedne međusobne šale. Na jednom su se glazbenom forumu svađali s nekim Justinom iz Novog Zelanda i od prenesenog značenja riječi "Johnson" u engleskom jeziku. Onda su se referirali na film Big Lebowski i prizore gdje su spominjali njegova "Johnsona". Prvi su album objavili 2013. godine. Nosio je naslov Na krivom mjestu u pravo vrijeme i glazbena kritika i publika su ga odlično prihvatili.
Koncertirali su na više od trista koncerata u Hrvatskoj i izvan Hrvatske. Prve su koncerte i promocije albuma imali u splitskim klubovima. Nastupi na festivalima ocijenjeni su pohvalno u recenzijama, kao nastupi na festivalu Exit (osvojili koncertom na Art&Musicu u Puli), Lake festu, OK festu, te Skavillage festivalu u Italiji na kojem su pobijedili, Splitski festival 2013. Svirali su i na Younganz festival u Sloveniji, u Tvornici pred 2000 ljudi na Disconnectionu, Heineken music fest u Zenici, koncertu Tribute to EKV, nastupali prije Dog Eat Doga, Hladnog piva, s Darkom Rundekom, s TBF-om... Svirali su na Rivi povodom karnevala, Sv. Duje i ostalog. 
Još 2015. gdine planirali su glazbeni zaokret te dotadašnjim veselim i melodičnim ska ritmovima i društveno angažiranim tekstovima dodati spoj novih, swing elemenata. Godine 2017. objavili su drugi album All In kod izdavača Aquarius Recordsa. Svom zvuku su si pridodali zanimljive elemente swinga. U pripremi je treći album te novi materijal na engleskom jeziku.
Glazbeno su utjecali na njih Sublime, Reel big fish, Less than jake, Bosstonesi, NOFX, Lagwagon, Rhcp, The Descendents/all, Bambix. Snimili su pet spotova za svoje sklade, koje je snimio, režirao i montirao Toni Mijač, pridruženi član Justin's Johnsona.

## Diskografija
- Na krivom mjestu u pravo vrijeme, studijski album, Aquarius Records, 2013.
- All In, studijski album, Croatia Records, 2016.

## Članovi
Članovi:
- Miro Alač - vokal, gitara
- Marin Cecić - saksofon, klavijature
- Ivan Boban - trombon
- Frane Mihalj - truba
- Cyro Gastone - bubanj
- Bernard Andrijašević - bas gitara
- Damjan Grubić - trombon
- Gogo - bivši bubnjar

## Nagrade
Primljene nagrade, priznanja i nominacije:
- 2008:

- Nagrada za najbolji mladi bend

- Prva nagrada na ska festivalu u Italiji

- 2014:

- Nominacija za album godine (SPLITEAM Music)

- Nominacija za najbolju gitarističku izvedbu

## Vanjske poveznice
- Discogs
- Facebook
- YouTube
- TuneIn
- Google Play Music
- Deezer
- Muzika.hr
- StreetPulse  Arhivirana inačica izvorne stranice od 16. rujna 2018. (Wayback Machine)
- Ziher.hr
- MusicBox